# Länsbyggmästare
| Relevans | Välkommen till Wikipedia! Det är bra att du vill bidra till Wikipedia, men tyvärr anses ditt bidrag med/till artikeln ingen förklaring av vad de gör eller hur de tillsattes inte tydligt ha påvisat dess relevans enligt Wikipedias relevanskriterier och har därför raderats eller kommer att diskuteras och eventuellt raderas efter diskussion. Wikipedia har som målsättning att artiklarna bör hålla hög kvalitet och fakta som presenteras där bör vara verifierbara enligt Wikipedias kriterier och vara bestående. Däremot är du välkommen att bidra med relevant information till artiklar, se förslag i Deltagarportalen! Introduktion • Relevanskriterier • Vad Wikipedia inte är • Hjälp, min artikel har blivit föreslagen för radering! • Don't speak Swedish?Redigeringar från none |

Länsbyggmästare var en byggmästare inom ett län.

## Länsbyggmästare i Sverige

### Gävleborgs län
- 1841 Carl Axel Setterberg

### Jönköpings län
- Petter Georg Selvin

### Kronobergs län
- 1852 Theodor Anckarsvärd

### Skaraborgs län
- Karl Johan Oskar Hedvall

### Södermanlands län
- Anders Sundström

### Uppsala län
- Nils Petter Bordin

### Östergötlands län
- 1796 Mårten Olaus Beurling
- 1802–1808 Casper Seurling
- 1821–1837 Johan Holmberg
- Gustav Wetterstedt

### Övriga
- Gustaf Rudvall
- Oscar Sjöström
- G Soffel
- Olof Olsson
- 1834–1839 Carl Robert Palmér